# Oberonia laxa
Oberonia laxa är en orkidéart som beskrevs av Rudolf Schlechter. Oberonia laxa ingår i släktet Oberonia och familjen orkidéer. Inga underarter finns listade i Catalogue of Life.